# Políptico dos Santos Mártires Veríssimo, Máxima e Júlia
O Políptico dos Santos Mártires Veríssimo, Máxima e Júlia é um conjunto de pinturas a óleo sobre madeira de que se conhecem quatro painéis que foram pintados cerca de 1530 presumivelmente pelo pintor português Garcia Fernandes e que se encontram actualmente no Museu Carlos Machado, em Ponta Delgada.
Os quatro painéis conhecidos do conjunto versam sobre passos da vida dos Santos Mártires de Lisboa Veríssimo, Máxima e Júlia, sendo os seguintes:
- Anunciação do Martírio,
- Desembarque em Lisboa,
- Flagelação e
- Morte por Arrastamento.

Estas pinturas terão pertencido ao retábulo dos Mosteiro das Comendadeiras da Ordem de S. Tiago (Mosteiro de Santos-o-Novo), encontrando-se actualmente em exposição permanente no Núcleo de Arte Sacra do Museu Carlos Machado, na Igreja do Colégio dos Jesuítas de Ponta Delgada.
Segundo os historiadores Pedro Dias e Vítor Serrão, o Políptico dos Santos Mártires Veríssimo, Máxima e Júlia é um interessante conjunto pictórico de uma oficina tradicionalista que se abre aos novos influxos do Renascimento verificando-se afinidades de estilo com a obra de Garcia Fernandes, o mais operoso dos chamados Mestres de Ferreirim.

## A lenda e culto dos Santos Mártires de Lisboa
Segundo a lenda, no tempo do imperador romano Diocleciano, época em que ocorreram grandes perseguições aos cristãos, os três santos mártires viviam em Roma quando lhes apareceu um anjo que lhes disse para irem a Portugal onde “alcançariam a coroa do martírio, que com tanta ânsia procuravam”. Os três irmãos embarcaram para Lisboa, onde são levados à presença de Tarquínio, o representante do imperador, perante o qual defendem a fé cristã, tendo por isso sido submetidos a vários martírios. Foram presos, espancados e submetidos a diversas torturas, como o açoitamento com “varas ásperas e cheias de espinhos”, arrastados pelas ruas da cidade, suplícios que sempre suportaram, o que levou Tarquínio a decidir que fossem lançados ao rio com pesadas pedras presas ao pescoço, tendo então ocorrido um milagre. Tendo sido atirados à água entre Lisboa e Almada, os corpos voltaram à margem mesmo antes do regresso do barco que os levara para o meio do rio.
O culto aos três irmãos mártires Veríssimo, Máxima e Júlia era antigo, tendo sido referido pelo cruzado Osberno, em duas passagens do seu relato sobre a reconquista de Lisboa aos mouros.
Ainda no tempo de Afonso Henriques, segundo Manuel Batoréo, foi edificada no bairro de Santos-o-Velho de Lisboa, uma ermida dedicada aos três irmãos, cuja guarda foi dada às comendadeiras da Ordem de Santiago. Na Igreja de Santos-o-Velho, junto à capela dos santos mártires podem ver-se três enormes pedras que segundo a lenda são as que foram penduradas aos santos. As relíquias dos três santos foram recolhidas no tempo de D. Afonso III, na sequência de um sonho da comendadeira D. Sancha, e transferidas, no tempo de D. João II, para o Mosteiro de Santos-o-Novo, época em que se julga ter sido pintado o Políptico dos Santos Mártires.

## Descrição

### Anunciação do Martírio aos Santos Mártires de Lisboa

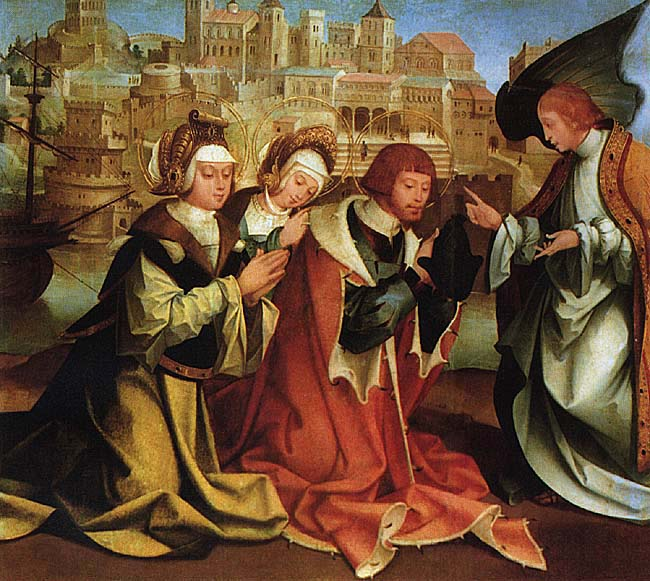
Anunciação do Martírio aos Santos Mártires de Lisboa (c. 1530), de Garcia Fernandes, no Museu Carlos Machado.

A Anunciação do Martírio aos Santos Mártires de Lisboa, primeiro painel do conjunto em termos de cronologia dos acontecimentos, mostra os três irmãos recebendo do Anjo o “Anúncio” da sua viagem em defesa da palavra sagrada. A sua postura e expressões revelam a obediência à missão de que estão a ser incumbidos e a convicção do seu significado. Sendo uma pintura religiosa, é exemplo do realismo que o Renascimento do Norte da Europa havia desenvolvido desde o início do século XV.
Conforme indicava a sua hagiografia, os três Santos estavam em Roma quando o Anjo lhes apareceu, sendo desta cidade a imagem em fundo. Pode identificar-se, à esquerda, em baixo, o Castelo de Santo Ângelo e, ao cimo, o Palácio Papal anterior ao edifício barroco que hoje existe.
Segundo Manuel Batoréo, o autor não terá estado em Roma tendo colhido inspiração provavelmente numa xilogravura de Michael Wolgemut incluida na Crónica de Nuremberga, crónica esta que teve grande divulgação a partir do final do século XV e que foi fonte de inspiração para os pintores portugueses da primeira metade do século XVI.
A cidade ao fundo, Roma, cria um cenário que impede a visão de um horizonte mais longínquo.

### O Desembarque em Lisboa dos três Santos Mártires Veríssimo, Máxima e Júlia

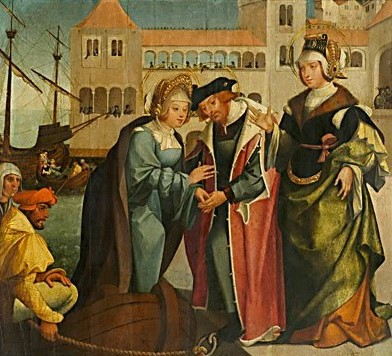
O Desembarque em Lisboa dos três Santos Mártires Veríssimo, Máxima e Júlia (c. 1530), de Garcia Fernandes, no Museu Carlos Machado.

O Desembarque em Lisboa dos três Santos Mártires Veríssimo, Máxima e Júlia com 77 cm de altura e 84 cm de largura é um dos quatro painéis conhecidos do Políptico dos Santos Mártires Veríssimo, Máxima e Júlia.
O Desembarque mostra uma das santas já em terra e a outra a sair de um bote, que os trouxe da nau que se vê ao fundo, ajudada por S. Veríssimo, no local que era conhecido como Terreiro do Paço e que se designa actualmente por Praça do Comércio.
A pintura O Desembarque em Lisboa dos três Santos Mártires Veríssimo, Máxima e Júlia, para além do interesse histórico, tem a particularidade de representar dois momentos relacionados com o mesmo acontecimento. Ao fundo, junto ao Paço da Ribeira, assiste-se ao desembarque, perto da nau, onde uma pequena embarcação transporta os Santos. Em primeiro e grande plano repetem-se estas figuras, com a mesma indumentária nobre do século XVI, mas já aportando ao cais. À esquerda, os dois barqueiros amarram a pequena embarcação. Esta dualidade de cenas, na mesma pintura, prolonga o discurso da obra, elemento característico de alguma pintura italiana da época.
O Desembarque em Lisboa dos três Santos Mártires Veríssimo, Máxima e Júlia realça, para além do tema religioso, a sumptuosidade da "Nova Era", resultante da abertura de "Novos Mundos", patente nos ricos trajes das figuras e no enquadramento arquitectónico do Paço da Ribeira, residência de D. Manuel I, erigido entre 1500 e 1505, junto ao rio Tejo.
Os Santos vestem como os fidalgos do tempo da pintura, os senhores da faustosa corte de D. Manuel I.:147 Em primeiro plano, frente ao Palácio real, o grupo dos três Santos oferece-nos alguns pormenores para o conhecimento de como se vestiam os lisboetas na primeira metade do século XVI, com os seus fatos ainda amplos e coloridos, talhados em tecidos simples, vivendo muito do sábio uso do corte, longe ainda do rigor do fato negro e justo ao corpo da moda espanhola que em breve iria predominar.:148
O painel que representa a chegada dos Santos Mártires a Lisboa é de extrema raridade na imagem do Paço real de Lisboa anterior ao terramoto de 1755, que destruiu toda a baixa da capital de Portugal.

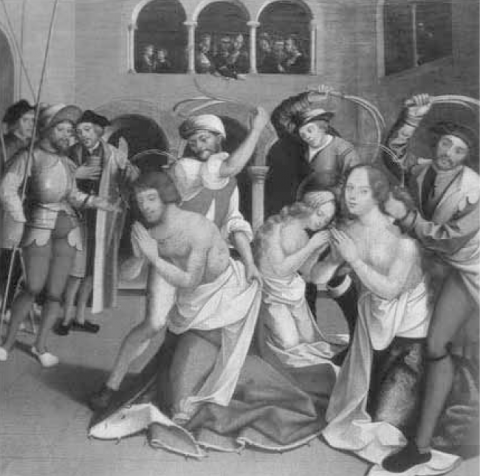
Flagelação dos Santos Mártires (c. 1530), de Garcia Fernandes, no Museu Carlos Machado.

Segundo a historiadora Alexandra Curvelo, esta pintura dá-nos a imagem do Paço da Ribeira na transição do reinado de D. Manuel para o de D. João III sendo uma das raras pinturas daquele edifício na primeira metade do século XVI. Dessa época, em termos de pintura da Lisboa ribeirinha, existem apenas algumas iluminuras da autoria de António de Holanda. Nesta pintura pode ver-se o torreão, que entrava pelo rio, e o passadiço, ou galeria, abaixo do qual estavam os armazéns das especiarias que vinham da Índia, sendo um palácio absolutamente cenográfico.

### Flagelação dos Santos Mártires
A Flagelação dos Santos Mártires representa os três irmãos a serem chicoteados pelos algozes num pátio da cidade. Trta-se de novo de uma cena “fechada” enquadrada por um tipo de arquitectura urbana, com os edifícios e arcarias da época que correspondem, no estilo, à grande galeria do Paço da Ribeira que se vê na pintura do Desembarque.
Tal como nos outros painéis, o cromatismo vai contribuir para o equilíbrio da cena, com a alternância entre as cores vivas e as cores frias, onde os vermelhos vivos das calças dos algozes funcionam como verticais a delimitar o episódio do martírio.

### Morte por Arrastamento

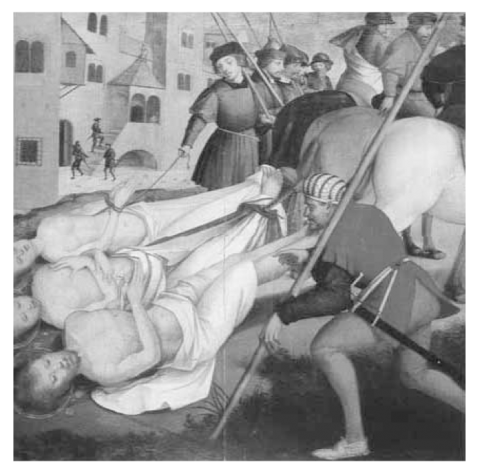
Morte por Arrastamento (c. 1530), de Garcia Fernandes, no Museu Carlos Machado.

Morte por Arrastamento é a pintura que encerra o ciclo narrativo, que não inclui, que se conheça, o lançamento dos corpos ao Tejo e o regresso à costa, nem o achamento das relíquias. Note-se, para além de aspectos já referidos, a opção de arquitecturas a enquadrar a cena e os cromatismos, a definição de dois espaços separados pelo longo bastão seguro pelo que virá a ser o responsável pela execução do martírio.

## Autoria e história
Segundo Manuel Batoréo, desconhece-se quem fez, já há anos, a atribuição dos painéis dos Santos Mártires a Garcia Fernandes, presumindo-se que a ideia tenha sido de Reinaldo dos Santos. Muitas obras lhe são atribuídas por comparação estilística entre elas este conjunto do Museu Carlos Machado. Também não se conhece documentação sobre eventuais relações directas de Garcia Fernandes com a comunidade da Ordem de Santiago do Mosteiro de Santos-o-Novo. Manuel Batoréo refere também a hipótese de serem da oficina deste pintor os painéis do chamado Retábulo de Santa Auta, executado para o Convento da Madre de Deus, sendo possível, com todas as reservas, encontrar aí um elo de ligação entre os dois conjuntos.
Fernando A. Baptista Pereira defende que o Políptico dos Santos Mártires será de Cristóvão de Utreque, um pintor cuja obra se desconhece mas que é referido como testemunha no contrato para os Retábulos de Ferreirim (1533). Baseia esta atribuição no facto de haver “afinidades formais e compositivas” entre este Políptico e o de São Roque, onde Baptista Pereira identifica uma inscrição como sendo a assinatura de Cristóvão de Utreque.
Desconhecendo-se o trajecto inicial das obras, Cunha Taborda referiu, em 1815, que estiveram na casa do Marquês de Borba, atribuindo-as a Vasco Fernandes, como era comum na época relativamente à pintura portuguesa do Renascimento. Mais tarde pertenceram ao proprietário e industrial açoriano Vasco Bensaúde, que as adquiriu no leilão da colecção Ameal, em 1921, por 3561$00 cada, tendo os seus herdeiros, em meados do século XX, doado estas pinturas ao Museu Carlos Machado.

## Exposições
Os quatro painéis do Políptico estiveram expostos no Pavilhão de Portugal em Génova, em 1992, na Exposição Internacional comemorativa do 5º centenário da chegada de Cristovão Colombo à América, sendo descritas no respectivo catálogo intitulado Un'Avventura di Secoli per Inventare il Futuro.

### Ligação externa
- Página oficial do Museu Carlos Machado: